# NGC 5985
NGC 5985 is een balkspiraalstelsel in het sterrenbeeld Draak. Het hemelobject werd op 25 mei 1788 ontdekt door de Duits-Britse astronoom William Herschel.

## Synoniemen
- UGC 9969
- MCG 10-22-30
- ZWG 297.25
- IRAS 15385+5929
- PGC 55725